# Valter Buio
Valter Buio è una serie a fumetti scritta da Alessandro Bilotta a pubblicata da Star Comics. Tra i disegnatori che l'hanno realizzata ci sono Sergio Gerasi, Matteo Mosca e Francesco Bonanno, con le copertine di Paolo Martinello. Racconta la storia di Valter Buio, uno psicanalista che riesce a entrare in contatto con gli spiriti. La serie è composta da 12 numeri, pubblicati dal marzo del 2010 al febbraio del 2011.

## Trama
Valter Buio è lo psicoanalista dei fantasmi. Per 90 euro a seduta riceve le anime in pena di coloro che restano in un limbo in cui non fanno più parte di questo mondo, ma comunque non riescono ad abbandonarlo del tutto. Sono spiriti che Valter chiama "Inconsci", perché devono risolvere un evento traumatico, spesso legato alla loro morte, di cui ancora non si rendono conto nella maggior parte dei casi.

## Personaggi
- Valter Buio: psicoanalista con la capacità di vedere gli spiriti dei defunti e di poter interagire con loro.
- Conte Balestra: nobile romano decaduto. Grande amico di Valter e abile medium.
- Cecilia: segretaria di Valter, del quale è innamorata.

## Albi
| Nr. | Titolo                      | Data di pubblicazione | Soggetto e sceneggiatura | Disegni                      | Copertina        |
| --- | --------------------------- | --------------------- | ------------------------ | ---------------------------- | ---------------- |
| 1   | I morti                     | marzo 2010            | Alessandro Bilotta       | Sergio Gerasi                | Paolo Martinello |
| 2   | Un giro di giostra          | aprile 2010           | Alessandro Bilotta       | Andrea Del Campo             | Paolo Martinello |
| 3   | Il giorno che verrà         | maggio 2010           | Alessandro Bilotta       | Andrea Rossetto              | Paolo Martinello |
| 4   | I nostri debitori           | giugno 2010           | Alessandro Bilotta       | Ivan Vitolo                  | Paolo Martinello |
| 5   | Buona notte e buona fortuna | luglio 2010           | Alessandro Bilotta       | Francesco Bonanno            | Paolo Martinello |
| 6   | Ricordi di un'amnesiaca     | agosto 2010           | Alessandro Bilotta       | Sergio Gerasi, Dario Sansone | Paolo Martinello |
| 7   | Vita in tempo di guerra     | settembre 2010        | Alessandro Bilotta       | Francesco Bonanno            | Paolo Martinello |
| 8   | Il signor Buio              | ottobre 2010          | Alessandro Bilotta       | Matteo Mosca                 | Paolo Martinello |
| 9   | Elena Fioravanti            | novembre 2010         | Alessandro Bilotta       | Andrea Del Campo             | Paolo Martinello |
| 10  | Villa Torlonia              | dicembre 2010         | Alessandro Bilotta       | Ivan Vitolo                  | Paolo Martinello |
| 11  | Riservami un valzer         | gennaio 2011          | Alessandro Bilotta       | Andrea Rossetto, Marco Fara  | Paolo Martinello |
| 12  | L'uomo nero                 | febbraio 2011         | Alessandro Bilotta       | Sergio Gerasi                | Paolo Martinello |

### Ristampa
L'intera serie è stata successivamente ristampata in 4 volumi cartonati (19x26 cm) da 304 pagine, usciti tra il marzo ed il giugno 2017.
| Nr. | Titolo                      | Data di pubblicazione | Soggetto e sceneggiatura | Disegni                                                                        |
| --- | --------------------------- | --------------------- | ------------------------ | ------------------------------------------------------------------------------ |
| 1   | Valter Buio - LIBRO PRIMO   | marzo 2017            | Alessandro Bilotta       | Sergio Gerasi, Andrea Del Campo, Andrea Rossetto                               |
| 2   | Valter Buio - LIBRO SECONDO | aprile 2017           | Alessandro Bilotta       | Ivan Vitolo, Francesco Bonanno, Sergio Gerasi, Dario Sansone, Andrea Del Campo |
| 3   | Valter Buio - LIBRO TERZO   | maggio 2017           | Alessandro Bilotta       | Francesco Bonanno, Ivan Vitolo, Matteo Mosca, Andrea Del Campo                 |
| 4   | Valter Buio - LIBRO QUARTO  | giugno 2017           | Alessandro Bilotta       | Ivan Vitolo, Andrea Rossetto, Marco Fara, Sergio Gerasi                        |

## Curiosità
Il settimo albo della serie "Vita in tempo di guerra", rappresenta un crossover tra Valter Buio e Cornelio - Delitti d'autore, altra miniserie pubblicata da Star Comics.